# 淺川悠
淺川悠（日语：／ Asakawa Yū，1975年3月20日—），日本女性配音員。出身於東京都。身高160cm。A型血。

## 來歷
2007年2月22日，在其個人網站公布與同行森久保祥太郎結婚。不過到了2009年1月14日，在自己的部落格表示已經離婚。
2008年2月12日，淺川在個人網站表示更新動態的次數變少，而將以前的個人網站「失神道」關閉。翌日午夜12點，又在已經關閉的個人網站首頁寫說「飽」加入一些表達當時自己心情的顏文字符號。
2014年10月1日，離開出道以來從屬的經紀公司ARTSVISION，以自由聲優的身份持續參加。
2021年5月1日，於Twitter發佈進入慶應義塾大學深造。

## 人物
廣播節目《SOMETHING DREAMS 多媒體倒數計時》內誕生的新人聲優組合「美夢成真俱樂部」成員之一。
其對話主要集中在專門吐槽，因此被稱為「姐姐型」。
特長：英語會話、柔道。曾為嘻哈樂團RIP SLYME的日本武道館演唱開演會前擔任英語廣播，一方面在遊戲《信賴鈴音 ～蕭邦之夢～》中其聲音被用於回旋台詞中。
在TBS廣播電台節目中，曾幫請病假的奧井雅美代班主持該節目。後來奧井也在動畫《秋葉原電腦組》衍生的廣播劇中擔任節目嘉賓。

## 事件
2020年7月30日台灣前總統李登輝逝世，總統蔡英文在推特悼念李登輝。淺川悠按讚該篇貼文，引來中國網友砲轟。事後淺川悠反擊，認為她自己沒有任何政治立場，按讚貼文不代表支持貼文。隨後她發出多篇貼文，認為「批評別人的國家與人民，或是把自己的信念強加在別人身上，不能代表自己對國家的愛。」她也認為，有些事情就算無法互相理解，也希望能夠和平的相處，對她來說，讓自己支持的人不被捲入負面的事情上，比她的政治立場更重要。也直言如果看到有人在貼文下方謾罵，一定會毫不留情刪除。

## 演出
粗體字表示主要角色。

### 電視動畫
1997年
- 妖精狩獵者II（雷娜）
- 大運動會
- 幸運騎士L（日语：フォーチュン・クエストL）（帕梅拉[注 1]）

1998年
- 秋葉原電腦組[8]（東十條鶇）
- 聖路美娜女學院（日语：聖ルミナス女学院）（凱瑟琳·德布克維爾）
- 超魔神英雄傳（マリ夫、米琪露）
- 爆走兄弟Let's & Go!! MAX（草薙漸）
- 開花天使（辯天）
- 吹泡糖危機2040（普利斯·S·朝霧）
- 神化嬌嬌女 (新版)（男孩子）
- 羅德斯島戰記 -英雄騎士傳-（希莉絲）

1999年
- 宇宙海盜大冒險（日语：宇宙海賊ミトの大冒険）（角之心）
- 極道君漫遊記（日语：ゴクドーくん漫遊記）（南雅）
- 格鬥小霸王（阿里巴巴）
- 神八劍傳（日语：神八剣伝）（雷·夜空）
- 機械女神JtoX（令文）
- 六翼天使之聲（日语：セラフィムコール）（紅霞）
- 炸彈人 彈珠人爆外傳V（龜寶／公主寶）

2000年
- 銀裝騎攻Ordian（日语：銀装騎攻オーディアン）（看護兵）
- 哈姆太郎（2000年－2011年，木村太一、咚咚）2系列
- 銀河冒險戰記（2000年－2001年，裘拉·貝西爾·艾爾登）2系列
- 幻影死神（霧間凪）
- 名偵探柯南（2000年－2016年，長良遙、星野輝美、緒方俊也、奇莎莎、江口珠惠、瀧澤美咲 等）
- 純情房東俏房客（2000年－2001年，青山素子[9]）1系列 + 特別篇2作品[10]

2001年
- 激鬥戰車（瀧泓臣）
- 戰鬥陀螺（拉朱）
- 棋魂（三谷祐輝）

2002年
- 笑園漫畫大王（榊）
- 超重神GRAVION（2002年－2004年，媚月·立花[11][12]）2系列
- 翼神世音（三輪忍）
- 超重神GRAVION Zwei（媚月·立花[13]）

2003年
- 猴王五九（日语：アソボット戦記五九）（貓盧克）
- 萬花筒之星（潘蜜拉）
- 銀河天使 (第3期)（女性隊員A）
- 激鬥戰車Nitro（日语：クラッシュギアNitro）（TB）
- 魔法少年賈修（木山筑紫）
- STRATOS 4（日语：ストラトス・フォー）（克莉絲·卡爾曼）
- 冒險遊記Pluster World（要十真[14]）

2004年
- 女孩萬歲 first season（女學生C、英語旁白）
- 今日大魔王！（2004年－2008年，貝魯瑪）2系列
- SAMURAI 7（早苗）
- Sweet Valerian（日语：スウィート・ヴァレリアン）（波普）
- 校園迷糊大王（2004年－2006年，刑部絃子）2系列
- 超完美女傭（日语：ぷぎゅる）（奏斗）
- DearS（桑岡、映子）
- 遙遠時空 ～八葉抄～（塞弗爾）
- 魯邦三世：被盜的魯邦 ～模仿者是盛夏的蝴蝶～（日语：ルパン三世 盗まれたルパン 〜コピーキャットは真夏の蝶〜）（雷貝卡·蘭巴特〈貝琪〉[15]）

2005年
- 植木的法則（卡普桑）
- 格鬥美神 武龍（日语：格闘美神 武龍）（2005年－2006年，幸運下田）2系列
- 高機動交響曲GPO（工藤百華）
- 機動戰士鋼彈SEED DESTINY（克里斯蒂·奧柏格）
- 星艦駕駛員（里見連娜）
- TSUBASA翼（加爾媞亞）
- BUZZER BEATER（2005年－2007年，萊斯利）2系列
- 怪醫黑傑克（湯姆）
- MÄR 魔兵傳奇（莎拉·潘朵）

2006年
- 機神咆吼DEMONBANE（日语：斬魔大聖デモンベイン#アニメ）（誠）
- 黑騎士 ～奧拉克爾的勇者們～（2006年－2007年，比萊因、赫塔拉）2系列
- 麵包超人（小火車妹妹〈初代〉）
- Fate/stay night（Rider）
- 夜明前的琉璃色 -Crescent Love-（卡蓮·克拉維斯）
- 甜蜜偶像（片桐沙有紀）

2007年
- 一騎當千 Dragon Destiny（2007年－2010年，趙雲子龍）3系列
- 初音島II（2007年－2008年，水越舞佳）2系列
- PRISM ARK（地獄修女／泰瑞莎·提瑞特）
- MOONLIGHT MILE 2nd Season -Touch down-（日语：MOONLIGHT MILE）（露西）

2008年
- 你是主人我是僕（南斗星）
- 火影忍者疾風傳（不風）
- 野良耳（日语：のらみみ）（圭子）
- BAMBOO BLADE（小西）
- Mission-E（勝浦美晴）
- 我家有個狐仙大人（槐）

2009年
- 11eyes（草壁美鈴）
- 海物語 ～有你相伴～（女海賊）
- 戀愛班長（下真紀）

2010年
- 聖誕之吻SS（2010年－2012年，塚原響）2系列
- K-ON!! 輕音部（河口紀美）
- 超級機械人大戰OG -The Inspector-（阿吉哈）
- 聖痕鍊金士（艾娃·斯魯巴）
- 青春CUP（高遠老師）

2011年
- 快盜天使雙胞胎 ～KYUNKYUN☆心跳樂園!! ～（西條節子）
- 哆啦A夢 (水田山葵版)（足田駿）
- 妖怪少爺 千年魔京（邪魅）
- 結界女王（亞妮特·馬克米歐連[16]）
- 認真和我談戀愛!!（川神百代[17]）
- 魔乳秘劍帖（瑞希）
- Rio RainbowGate！（Queen）

2012年
- Aikatsu！偶像活動！（月影穗乃香）
- 槍械少女!!（富士子老師〈FG42〉[18]）
- 黑魔女學園（地留土麗）
- 戀愛與選舉與巧克力（東雲皐月[19]）
- 探險托里蘭托（安潔拉）
- 美食獵人（少年）
- BRAVE10（安娜塔西雅[20]）

2013年
- 革神語 ～天啟劍神～（阿染）
- 我的妹妹哪有這麼可愛。（藤真美咲）
- 鎖鎖美小姐@不好好努力（月讀咒咒）
- 閃亂神樂（大道寺學姐[21]）
- Fate/kaleid liner 魔法少女☆伊莉雅（Rider）
- 戀愛研究所（吉田老師）

2014年
- 斬！赤紅之瞳（雷歐奈[22]）
- 惡魔的謎語（伊蕾納）
- 生存遊戲社（咖啡店店主）
- 即使如此世界依然美麗（米娜）
- 信長之槍（艾薩克·牛頓[23]）
- Fate/stay night [Unlimited Blade Works]（Rider[24]）
- 名偵探柯南 江戶川柯南失蹤事件 ～史上最糟糕的兩天～（廣播、出版社社員）

2015年
- 新妹魔王的契約者（長谷川千里[25][26]／阿芙雷亞）2系列
- 魔法少女奈葉ViVid（米嘉雅·謝貝爾）
- 大家集合！法爾康學園SC（日语：みんな集まれ!ファルコム学園）（伊莉婭·普拉緹耶）

2016年
- orange橘色奇蹟（英語教師、男學生）
- 忘年會咕噠咕噠Order（Rider〈stay night〉）
- ViVid Strike！（米嘉雅·謝貝爾[27]）
- Fate/Grand Order -First Order-（梅杜莎）
- 魔裝學園H×H（塞爾西歐妮）

2017年
- 學園少女突襲者 Animation Channel（提耶菈〈小田切由香子〉[28]）
- 清戀（永澤栞[29]）
- 蠟筆小新（羅登前田）
- 野良與皇女與流浪貓之心（夕莉鯱[30]）

2018年
- 牙鬥獸娘（六條香織[31]）
- 甜心戰士 Universe（Re:鐵影）
- 京都寺町三條商店街的福爾摩斯（藤原慶子）
- 天空與海洋之間（鳴海高子[32]）

2019年
- Fate/Grand Order -絕對魔獸戰線巴比倫尼亞-（2019年－2020年，安娜[33]、Avenger／迪亞馬特[注 2]／戈耳貢）

2020年
- 弩級戰隊HXEROS（現蟲[34]）

2021年
- 蓋特機器人ARC（橘翔[35]）

2022年
- 小小世界（巡音流歌[36]）Original CV
- 真·一騎當千（趙雲子龍[37]）

2024年
- 勇氣爆發Bang Bravern（ハイデマリー・バロウ[38]）

### 電影動畫
1997年
- 劇場版 天地無用！盛夏的聖誕夜

1999年
- 秋葉原電腦組：2011年的暑假（東十條鵜）

2001年
- 笑園漫畫大王 The Movie（榊）
- 劇場版 哈姆太郎：哈姆哈姆樂園大冒險（日语：劇場版 とっとこハム太郎 ハムハムランド大冒険）（咚咚）

2002年
- 劇場版 哈姆太郎：哈姆哈姆哈姆迦！夢幻的公主（咚咚）

2003年
- 劇場版 哈姆太郎：哈姆哈姆大獎賽！極光谷的奇蹟（咚咚）
- 翼神世音：多元變奏曲（三輪忍）

2004年
- 劇場版 哈姆太郎：哈姆太郎與不可思議的圖畫本高塔（咚咚）

2005年
- 劇場版 機動戰士Z鋼彈：星之繼承者 I－III（2005年－2006年，羅莎米亞·巴達姆（日语：ロザミア・バダム））3部作

2006年
- 新SOS大東京探險隊（瀧川桃代）

2008年
- 地獄天使 (漫畫)（克羅諾拉）

2010年
- 劇場版 Fate/stay night UNLIMITED BLADE WORKS[[[Wikipedia:格式手册/链接#章節|錨點失效]]]（Rider）

2011年
- 劇場版 K-ON！輕音部（河口紀美）

2014年
- 劇場版 Aikatsu！偶像活動！（月影穗乃香）

2017年
- KING OF PRISM -PRIDE the HERO-（日语：KING OF PRISM -PRIDE the HERO-）（好萊塢明星B）
- 劇場版 Fate/stay night [Heaven's Feel] I－III（2017年－2020年，Rider[39][40][41]）3作品

2019年
- 名偵探柯南：紺青之拳（陳雪琳）

2025年
- 劇場版 世界計畫 崩壞的世界與無法歌唱的初音未來（巡音流歌[42]）

### OVA
1997年
- 妙筆小呆（日语：フォトン (OVA)）（波奇2～28號）

1998年
- 青之6號（穆提歐一族）

2000年
- 真蓋特機器人對NEO蓋特機器人（橘翔）

2001年
- 銀河冒險戰記（2001年－2002年，裘拉·貝西爾·艾爾登）2作品
- 純情房東俏房客（2001年－2002年，青山素子）2作品

2002年
- 電玩少女櫻吹雪（日语：アーケードゲーマーふぶき）（十文字千鶴）
- 遙遠時空 ～紫陽花物語～（日语：遙かなる時空の中で-紫陽花ゆめ語り-）（塞弗爾）
- 夫妻成長日記（菊池美雪）
- 哈姆太郎（2002年－2004年，咚咚）

2003年
- 遙遠時空2 ～白龍之神子～（日语：遙かなる時空の中で2-白き龍の神子-）（和仁）

2004年
- STRATOS 4（日语：ストラトス・フォー） OVA系列（2004年－2006年，克莉絲·卡爾曼）3作品

2005年
- 校園迷糊大王 OVA系列（2005年－2008年，刑部絃子）2作品
- 脫線小魔女的錯誤示範（日语：魔女っ娘つくねちゃん）（奶奶）
- 圓盤皇女（2005年－2006年，娜斯提）2作品

2006年
- 今天的五年二班（今井浩二）

2008年
- 快盜天使雙胞胎（西條女史）

2010年
- 11eyes volume7 OVA Special（草壁美鈴）

2011年
- 幻想嘉年華（Rider）
- 巧克力魔法 ～奶油水果餡餅靜寂之雨～（日语：ショコラの魔法）（妹尾柚月）[注 3]

2012年
- 一騎當千 OVA系列（2012年－2015年，趙雲子龍[43][44]）2作品

2013年
- 戀愛與選舉與巧克力（東雲皐月）[注 4]

2015年
- 閃亂神樂 ESTIVAL VERSUS -充滿泳装的前夜祭-（大道寺學姊[45]）
- 新妹魔王的契約者 第13話 (OVA) 東城刃更至極平和的日常（長谷川千里）

2017年
- ViVid Strike!（米嘉雅·謝貝爾）[注 5]

2019年
- 終末的後宮VR（龍造寺朱音[46]）
- Fate/kaleid liner 魔法少女☆伊莉雅 Prisma☆Phantasm（Rider）

### 網路動畫
- FLAG（2006年，拉維爾·斯敏[47]）
- 衛宮家今天的餐桌風景（2018年，Rider[48]）

### 遊戲
1996年
- 女武神傳說 外傳 羅沙的冒險（日语：ワルキューレの伝説 外伝 ローザの冒険）（小仙子C）

1998年
- 除了愛我們什麼也無法做（日语：愛しあう事しかできない）（奈奈子）
- 英雄志願 ～Gal Act Heroism～（日语：英雄志願）（菖浦）
- Another Memories（緹加·尼德蘭）
- 東京魔人學園劍風帖（櫻井小蒔）
- 爆走兄弟Let's & Go!! 永恆之翼（草薙漸）
- 神奇傳說 時空道標（賽拉）

1999年
- 有朝一日到重疊的未來（日语：いつか、重なりあう未来へ）（歐波）
- 人偶情緣（天德美雪）
- Little Lovers SHE SO GAME（日语：Little Lovers SHE SO GAME）（志摩一子）

2000年
- 遙遠時空（塞弗爾）
- RPG Maker 2000 樣本遊戲『花嫁之冠』（瑪莉昂）

2001年
- 心動美麗同盟 Lovely Star（日语：ドキドキプリティリーグ）（齊木梁）
- 遙遠時空2（和仁）

2002年
- 機戰傭兵3（日语：アーマード・コア3）（雷茵·麥耶斯）
- 笑園漫畫碰將大王（日语：あずまんがドンジャラ大王）
- 笑園漫畫泡泡龍大王（日语：あずまんが大王パズルボブル）
- Ever17 -the out of infinity-（小町鶇）
- GIGANTIC DRIVE（日语：ギガンティックドライブ）（京野沙希）
- 銀河天使（瑞瑟瓦·基安提）
- 東京魔人學園外法帖（日语：東京魔人學園外法帖）（櫻井小鈴）
- Braveknight ～莉維大地英雄傳～（日语：Braveknight 〜リーヴェラント英雄伝〜）（艾爾蒂亞·麥克雷德）

2003年
- Ever17 -the out of infinity- Premium Edition（小町鶇）
- 笑園漫畫大王Advance（榊）
- 天使之谷 威爾貝斯的迷宮（日语：Angelic Vale）（奧洛拉）
- 吸血姬夕維 ～千夜抄～（折口美奈）
- SAKURA ～雪月華～（日语：SAKURA 〜雪月華〜）（葛葉）
- 星海遊俠 Till the End of Time（日语：スターオーシャン Till the End of Time）（聶爾·傑爾法）
- D→A:BLACK（日语：D→A:BLACK）（御堂愛）
- 霸天開拓史 永恆之翼與失落之海（艾梅）

2004年
- 青涙（日语：青い涙 (ゲーム)）（雀）
- 鬼武者3（米歇爾·歐貝爾）
- 機神咆吼DEMONBANE（日语：斬魔大聖デモンベイン）（誠）
- 舊世界的遺產2（日语：ジャック×ダクスター2）（艾什琳）
- 交響樂之雨（卡德魯·貝爾德納榭）
- 星海遊俠 Till the End of Time 導演剪輯版（聶爾·傑爾法）
- 超級機器人大戰GC（日语：スーパーロボット大戦GC）（橘翔）
- 九龍妖魔學園紀（日语：九龍妖魔學園紀）[注 6]
- 轉生學園幻蒼錄（日语：転生學園幻蒼録）（鳳翔凛、一之瀨詩月）
- 東京魔人學園外法帖血風錄（日语：東京魔人學園外法帖）（櫻井小鈴）
- 遙遠時空3（平清盛）

2005年
- Ever17 -out of infinity-（小町鶇）
- 校園迷糊大王 姊姊，發生事件了！（刑部絃子）
- 天地之門（日语：天地の門）（恩蘭）
- 遙遠時空3 十六夜記（平清盛）
- 魔法老師！第1堂課 這個小孩子老師是魔法使！（（英子）
- 甜蜜偶像（片桐沙有紀）
- Realize -Panorama Luminary-（日语：リアライズ (ゲーム)）（三澤由紀惠）

2006年
- 機神飛翔DEMONBANE（日语：機神飛翔デモンベイン）（誠）
- 格鬥美神 武龍（日语：格闘美神 武龍）（幸運下田）
- 轉生學園月光錄（鳳翔凛）
- Quartett！ ～THE STAGE OF LOVE～（日语：Quartett!）（席尼奈·畢諾泰克）
- 高機動交響曲GPO（工藤百華）
- 光明騎士5 世代傳承（日语：グローランサーV）（謝琍斯）
- 召喚夜響曲4（亞羅艾里）
- 超級機器人大戰XO（橘翔）
- 校園迷糊大王第二學期 恐怖的(?)夏季集訓！幽靈在洋館現身!? 正面迎擊找尋寶藏的勝負!!!之卷（刑部絃子）
- 地獄犬的輓歌 -最終幻想VII-（夏露亞·路伊）
- 劇場版 遙遠時空 舞一夜（塞弗爾）
- 遙遠時空3 命運的迷宮（幻影）
- 我們的太陽系列 Django&Sabata（碧媞）
- Muv-Luv Alternative 全年齡版（宗像美冴）
- 夜明前的琉璃色 ～Brighter than dawning blue～（卡蓮·克拉維斯）
- 摔角天使 生存者（日语：レッスルエンジェルス）（神田幸子、伊達遙）

2007年
- SD鋼彈 G世代（2007年－2016年，羅莎米亞·巴達姆（日语：ロザミア・バタム））6作品
- 鋼彈激鬥年代記（羅莎米亞·巴達姆）
- 死角偵探 空的世界 ～Thousand Dreams～（綠遙）
- 信賴鈴音 ～蕭邦之夢～（隆德）
- 火焰之纹章 曉之女神（約法、瓦約）
- Fate系列（Rider）
  - 走出戶外！花札道中記（日语：とびだせ!トラぶる花札道中記）
  - Fate/stay night [Realta Nua]
  - Fate/tiger colosseum
- 名偵探柯南 追憶的幻想（的場百合）
- 弧光之源（瑪維）

2008年
- infinity plus（小町鶇）
- 妳是主人我是僕 ～侍奉日記～（南斗星）
- 超級機器人大戰A PORTABLE（羅莎米亞·巴達姆）
- 超級機器人大戰Z（美月·立花、羅莎米亞·巴達姆）
- Fate/tiger colosseum Upper（Rider）
- PRISM ARK -AWAKE-（地獄修女）
- 摔角天使 生存者2（日语：レッスルエンジェルス）（神田幸子、伊達遙）

2009年
- 聖誕之吻（塚原響）
- 頌歌的聖歌姬 ～天使樂譜A樂章～（日语：アンティフォナの聖歌姫 〜天使の楽譜 Op.A〜）（梵啞鈴）
- 11eyes CrossOver（草壁美鈴）[注 7]
- 辟邪除妖 被囚禁靈魂的迷宮（日语：ウィザードリィ 囚われし魂の迷宮）（奧黛特·奧德里亞斯·路比布拉德）
- 最終幻想XIII（蕾芙蘿）
- Ever17 -the out of infinity- Premium Edition（小町鶇）[注 8]
- infinity plus portable（小町鶇）
- 機戰傭兵3 攜帶版（日语：アーマード・コア3）（雷茵·麥耶斯）

2010年
- 魔塔大陸3 終結世界的少女詩歌（ハーヴェスターシャ）
- SD鋼彈Online（操作員TYPE D）
- 閃耀十字軍GoGo！（雷司令遠山）
- 粉紅鐘聲Continue（艾結露·亞結霖）
- 夜明前的琉璃色 PORTABLE（卡蓮·克拉維斯）
- Love Root Zero  KissKiss☆迷宮（日语：ラブルートゼロ）（安達八重子）
- ALAN WAKE（莎拉·布瑞克）

2011年
- AQUAPAZZA（旁白）
- 快盜天使雙胞胎 ～時間與世界迷宮～（西條女史）
- 水月 貳（日语：水月 弐）（小野寺麻巳）
- Ever17（小町鶇）[注 7]
- 閃亂神樂 -少女們的真影-（大道寺學姊）
- 第2次超級機器人大戰Z 破界篇／再世篇（2011年－2012年，美月·立花）
- 初音未來 -歌姬計畫- extend（巡音流歌）
- 最終幻想XIII-2（蕾芙蘿）

2012年
- 亞迦雷斯特戰記 Mariage（日语：アガレスト戦記 Mariage）（彩華[49]）
- 現在就想告訴哥哥，我是妹妹！（東雲皐月[50]）
- 英雄傳說 零之軌跡 Evolution（伊莉雅·普拉提耶[51]）
- infinity selection（小町鶇）
- 妳是主人我是僕 ～侍奉日記～ PORTABLE（南斗星[52]）
- GE王者之劍（日语：グラナド・エスパダ）（貝亞特麗切）
- 戀愛與選舉與巧克力 PORTABLE（東雲皐月[53]）
- 水月 貳 ～Portable～（日语：水月 弐）（小野寺麻巳）
- 閃亂神樂 Burst -紅蓮的少女們-（大道寺學姊[54]）
- 黏土人新世代（日语：ねんどろいど じぇねれ〜しょん）（Rider）
- WHITE ALBUM2 幸福的彼端（風岡麻理[55]）
- 認真和我談戀愛！R（川神百代[56]）
- 極度混亂（薩夏·伊瓦諾夫）
- Muv-Luv Alternative Chronicles 再誕（日语：マブラヴ オルタネイティヴ クロニクルズ）（宗像美[57]）
- 未來日記 第13位日記主人RE:WRITE（霧崎薊[58]）
- 新娘夢工廠（日语：嫁コレ）（東雲皐月）

2013年
- 我的妹妹哪有這麼可愛！HappyenD（日语：俺の妹がこんなに可愛いわけがない。 ハッピーエンド）（藤真美咲）
- KILLER IS DEAD（貝媞[59]）
- 極限凸騎 怪物卡片對決（日语：限界凸騎 モンスターモンピース）（麗人假面[60]）
- SNOW BOUND LAND（日语：SNOW BOUND LAND）（菲聶[61]）
- 閃亂神樂 SHINOVI VERSUS -少女們的証明-（日语：閃乱カグラ SHINOVI VERSUS -少女達の証明-）（大道寺學姊[62]）
- 閃亂神樂 NewWave（日语：閃乱カグラ NewWave）（大道寺學姊[63]）
- 皇冠之淚2 霸王的末裔（日语：ティアーズ・トゥ・ティアラII 覇王の末裔）（亞耶汨莉亞[64]）
- 幻想玩偶Girls Royale（A.S.[65]）
- maimai（指南聲音[66]、乙姬[67]）12作品[注 9]
- MIND≒0（希咲麗華[68]）

2014年
- 穢翼的尤斯蒂婭 Angel's blessing（艾莉絲·弗羅拉莉[69]）
- CV ～CASTING VOICE～（日语：CV 〜キャスティングボイス〜）（瀧玲華[70]）
- 私立格里莫瓦魔法學園→私立格里莫瓦魔法學園A（日语：グリモア〜私立グリモワール魔法学園〜）（2014年－2019年，生天目司[71]）
- 決勝時刻：先進戰爭（伊羅娜[72]）
- 學園少女突襲者（提耶菈老師[73]）
- 閃亂神樂2 -真紅-（日语：閃乱カグラ2 -真紅-）（大道寺學姊[74]）
- 忍乳負重 閃亂神樂（日语：デカ盛り 閃乱カグラ）（大道寺學姊[75]）
- 殺戮魅影[76]
- Fate/hollow ataraxia（Rider[77]、斯忒諾、尤瑞艾莉）
- 自由戰爭（娜塔莉·“9”·烏[78]）
- MAGICA★MAGICA（筑紫瑞穗[79]）

2015年
- 閃亂神樂 ESTIVAL VERSUS -少女們的抉擇-（日语：閃乱カグラ ESTIVAL VERSUS -少女達の選択-）（大道寺學姊[80]）
- Fate/Grand Order（2015年－2021年，尤瑞艾莉、美杜莎、斯忒諾[81]、戈爾貢）2作品
- 重裝機兵 ～荒野方舟～（日语：メタルサーガ 〜荒野の方舟〜）（領航員〈乾脆俐落系〉[82]）
- 魔物獵人 Explore（惡魔、夏隆博士[83]）
- 魔物娘的同居日常 Online（羅艾、梅美柯、靈、妖子）

2016年
- 偶像活動！Photo on stage!!（月影穗乃香）
- UPPERS（日语：UPPERS）（大道寺學姊[84]）[注 10]
- 看門狗2（席塔拉·達旺[85]）
- 神魔召喚GS（梅莉亞[86]）
- 碧藍幻想（2016年－2022年，安絲莉亞[87]、Predator[88]）
- 東京地城RPG 公主探險！（早乙女璃梨[89]）
- Fate/EXTELLA（2016年－2018年，梅杜莎[90]）2作品[91]
- 徽章戰士 女孩任務鍬形蟲版（日语：メダロット ガールズミッション）（白鳥翔子[92]）
- 星海遊俠：回憶（日语：スターオーシャン:アナムネシス）（聶爾·傑爾法）

2017年
- 恐怖驚魂夜 輪迴彩聲（日语：かまいたちの夜 輪廻彩声）（香山春子[93]）
- 閃亂神樂 PEACH BEACH SPLASH（大道寺學姊[94]）
- 野良與皇女與流浪貓之心（夕莉鯱[95]）
- 火焰之紋章 英雄（2017年－2020年，瓦宇、約法）
- 闇影詩章（2017年－2018年，Rider、魔海女王、Heart Guardian、飢餓絕傑·吉魯涅莉婕）
- LAPLACE LINK（篠崎千歲[96]）
- 天空與海洋之間（鳴海高子）

2018年
- 碧藍航線（遊俠 逸仙[97]）
- 永遠的7日之都（巡音流歌）[注 11]
- 閃亂神樂 Burst Re:Newal（大道寺學姊[98]）
- 放置少女（日语：放置少女〜百花繚乱の萌姫たち〜）（趙雲子龍）

2019年
- 野良與皇女與流浪貓之心2（夕莉鯱[99]）
- 另一個伊甸園 超越時空的貓（拉迪亞茲）

2020年
- 一騎當千 Extra Burst（趙雲子龍[100]）
- 九龍妖魔學園紀 ORIGIN OF ADVENTURE（日语：九龍妖魔學園紀）（蝴蝶夫人）
- 英雄傳說 創之軌跡（伊莉雅·普拉提耶[101]）
- 世界計畫 繽紛舞台！ feat.初音未來（巡音流歌[102]）「ORIGINAL CV」表記
- 在地下城尋求邂逅是否搞錯了什麼 ～記憶憧憬～（阿爾迦娜·嘉利福[103]）

2021年
- 黑潮：深海覺醒（扶桑）
- 幻書啟世錄（伊諾薩[104]）
- 東方彈幕神樂（日语：東方ダンマクカグラ）（八雲紫[105]）
- GRAN SAGA（泰勒米斯[106]）

2022年
- 白日夢的構想圖（世凪、波多野凛、奧莉薇婭·蓓麗、桃之內李[107]）
- 穢翼的尤斯蒂婭（艾莉絲·弗羅拉莉[108]）

2025年
- 鳴潮（卡提希婭/芙露德莉斯）

時期未定
- Memento Mori（貝爾[109]）

### 廣播劇CD
年份不詳
- 秋葉原電腦組（東十條鶇）
- CARAT！光之魔法國（鹿島步人）
- Sneaker CD Special 罪人與龍共舞 被禁忌的數字（嘉貝菈·格芙·薩多克利夫）

1997年
- 聲優志願的英雄志願（日语：英雄志願）（菖蒲）

1998年
- 粉紅的CD：青蟲SHOW（日语：街 〜運命の交差点〜）（水手娃娃4號）
- 聖路美娜女學院 Audio Drama School Days（日语：聖ルミナス女学院）（凱瑟琳·德布克維爾）

1999年
- 新音盤物語「出雲傳奇（日语：八雲立つ）」卷之貳「天邪鬼來襲之章」（女高中生A）
- 風之歌 星之道
- BUBBLEGUM CRISIS COLLECTORS FILE 1999（普利斯·S·朝霧）

2000年
- CLAMP學園 怪奇現象研究會事件簿（唯加詩美）
- 海盜媽寶「THE MOVIE？」（日语：宇宙海賊ミトの大冒険）（角之心）
- 世界第一最討厭的（日语：世界でいちばん大嫌い） 原聲廣播劇CD（秋吉萬葉）
- 天使禁獵區 星幽界篇-3 疾風未來（拉傑艾爾）

2001年
- 天使禁獵區 形成界篇-1 光天闇路（拉傑艾爾）
- 廣播劇CD AUDIO DRAMA VANDREAD（裘拉·貝西爾·艾爾登）
- 世界第一最討厭的 幸福日和（日语：世界でいちばん大嫌い）（秋吉萬葉）
- Sense Off ～a sacred story in the wind～（日语：Sense Off）（埴島珠季）

2003年
- 星海遊俠 Till the End of Time Vol.1 新風的凱旋歌（日语：スターオーシャン Till the End of Time）（聶爾·傑爾法）
- 甜蜜偶像 1st. project（片桐沙有紀）
- 混亂軍團（日语：カオス レギオン）（席拉·里維爾）
- Club AT-X 果然喜歡動畫。 三姊妹物語 廣播劇CD（日语：Club AT-X）（2003年－2004年，悠）2作品
- 英雄大人歡迎～光臨（日语：幻奏戦記RuLiLuRa）（艾咪如月）
- SAKURA ～雪月華～『序章 黎明篇』（日语：SAKURA 〜雪月華〜）（葛葉）
- 霸王♥愛人（日语：覇王・愛人）（火龍）
- JUNK FORCE（日语：ジャンクフォース）（烏蒂）

2004年
- 藍蘭島漂流記 Vol.1、2（玲玲）
- 甜蜜偶像 Radio Project（片桐沙有紀）
- 甜蜜偶像 3rd. project（片桐沙有紀）
- 廣播劇CD 甜蜜偶像 ～Lovely Idol～（片桐沙有紀）
- 絕對達令。 FIGURE DARLING（英美）

2005年
- 淘氣小親親 廣播劇CD（松本綾子）
- PRISM ARK 特殊音效包 ORANGE、YELLOW、GREEN、BLUE（2005年－2006年，地獄修女）

2006年
- （獅子尾春）
  - 限定版單行本附贈廣播劇CD
  - Madrigal Helloween
- 電視動畫 夜明前的琉璃色 ～Crescent Love～（卡蓮·克拉維斯）
- 廣播劇CD Snow Flower（友崎理奈）

2007年
- S·A（東堂明）
- 妳是主人我是僕 廣播劇CD（南斗星、九鬼揚羽[注 12]）
- 亞涅爾貝的一天（日语：アーネンエルベの一日）（Rider、斯忒諾、尤琉蕾）
- PRISM ARK Rainbow☆廣播劇CD「校長的試煉場 PROVING GROUNDS OF THE "KOUCHOU SENSEI"」（地獄修女）
- Love Root Zero 破碎的心和謊言，迷失的我們。（日语：ラブルートゼロ#CD）（安達八重子）
- 朱羅姬 原聲廣播劇CD 第1、2話（弓月怜彌）

2008年
- PRISM ARK 廣播劇CD 地獄修女 PRISM變化（地獄修女）
- Love Root Zero Do you love me？Love√1/2（安達八重子）
- Love Root Zero 說不出再見的我們…（安達八重子）
- 可憐坂高校 可憐廣播社（及川月子）
- 變身123 廣播劇CD（響）
- 月光嘉年華 廣播劇CD「狂亂的生日」（佩露拉）
- StrikerS Sound StageX（露奈莎·瑪格納斯）
- （高知希）

2009年
- Love Root Zero Do you wanna kiss me？Love√1/3（安達八重子）
- AZ（遊女）

2010年
- 認真和我談戀愛！ 廣播劇CD Vol.1－5（川神百代）
- PRISM☆MA～GICAL MAGICAL☆廣播劇CD（日语：プリズム☆ま〜じカル 〜 PRISM Generations! 〜#ドラマCD）（智樹）
- 聲優志願！CUTE3 HEROINE♥廣播劇CD（日语：声優かっ!#ドラマCD）（木野姬）[注 13]
- 「聲優志願！」心跳♪廣播劇CD應募者全員服務（木野姫）

2011年
- ♥廣播劇CD（木野姬）
- 打工吧！魔王大人（遊佐惠美）[注 14]
- 月神來我家！（南條巴）
- 偶像大師 Innocent Blue for 深情之星 廣播劇CD（尾崎玲子）
- 穢翼的尤斯蒂婭（艾莉絲·弗羅拉莉[110]）

2012年
- 電視動畫『戀愛與選舉與巧克力』原聲廣播劇CD「尋找消失的大島棒!?」（東雲皐月）
- 戀巧廣播劇CD「震驚出動！皐月的要求是調情約會!?」（東雲皐月）

2013年
- 戀愛與選舉與巧克力 BD與DVD7完全生産限定版特典 兩人情境廣播劇CD「戀巧Plus 3」（東雲皐月）
- 琥珀ACE（Rider）
  - 琥珀TALK[注 15]
  - TYPE-MOON×羅德斯島戰記 Comp初始物語[注 16]
- 天使1/2方程式（杉本萬葉）[注 17][111][112]

2014年
- Fate/hollow ataraxia 廣播劇CD （Rider）[注 18]
- 辻堂的戲劇性之路（日语：辻堂さんの純愛ロード）（辻堂真琴）

2015年
- 異世界魔法實在太落後！廣播劇CD「水明誘拐」（冰帝[113]）
- 穿越時空的龍王與邁向滅亡的魔女之國（哈瑞甘·哈里維·海因朵拉[114]）

2016年
- 忘年會咕噠咕噠Order 廣播劇CD（梅杜莎）

### 外語配音

#### 電影
- 愛妳給他死（英语：All the Boys Love Mandy Lane）（曼迪·雷恩〈艾梅柏·希爾德〉）
- 布倫達勇敢（伊娃）
- 挑戰（英语：The Challenge (2003 film)）（凱莉〈莎拉·巴斯蒂安〉）
- 第二十七章（英语：Chapter 27）（傑里〈娥蘇拉·阿伯特〉）
- 高校女特務（英语：D.E.B.S. (2004 film)）（馬克斯·布魯爾〈梅根·古德（英语：Meagan Good）〉）
- 蘇格蘭飛人（英语：The Flying Scotsman (2006 film)）（凱蒂〈摩芬·克莉絲蒂（英语：Morven Christie）〉）
- 人妖打排球2（安）
- 玉蒲團之玉女心經（西門柔〈李麗珍〉）
- 超人高校（品紅·“珍珠”·" 劉易士〈凱莉·維茲〉）
- Spellbound（英语：Spellbound (2002 film)）（阿普里爾·德格迪奧[注 19]）

#### 電視影集
- 鐵證懸案 (第4季)（女高中生／貝卡）
- 金剛戰士：武士戰隊（英语：Power Rangers Samurai）（達尤〈凱特·埃利奧特（英语：Kate Elliott (actress)）〉）
- 私人診所 (第2季)

#### 動畫
- 新蝙蝠俠（簡·布雷澤代爾）
- 恐龍 (2000年電影)（傑基）
- 變身國王上學記（麥琳娜〈潔西卡·迪西可（英语：Jessica DiCicco）〉）
- 大力士（英语：Hercules (1998 TV series)）（女性）
- 超人（泰勒亞）

### 數位漫畫
- VOMIC Switch Girl!! ～變身指令～（2007年，田宮仁香）

### 廣告
- Lycos Japan 布告欄篇
- 週刊少年Sunday 廣告短劇「魯莽天使」（天使惠）

### 特攝影集
1998年
- 鐵腕偵探露寶達（美美娜的聲音）
- 鐵腕偵探露寶達&鐵甲小寶 不可思議王國大冒險（日语：テツワン探偵ロボタック&カブタック 不思議の国の大冒険）（美美娜的聲音）

2005年
- 超星艦隊（水將軍亞克爾的聲音）
- 劇場版 超星艦隊X 戰鬥吧！星球上的戰士們（日语：劇場版 超星艦隊セイザーX 戦え!星の戦士たち）（水將軍亞克爾的聲音）

### 廣播節目
※記號表示說明網路廣播。
- （1996年－1997年，TBS廣播）
- VOICE CREW SONG ANALIST（日语：VOICE CREW）（1997年，FM NACK5）
- 淺川悠與OFFSIDE大西的DEEPER STREET星期四（日语：DEEPER STREET木曜日）（1997年－1999年，JFN系列）
- 淺川悠的Mai for YUU（時期不明）
- Club AT-X 果然還是喜歡動畫。（日语：Club AT-X やっぱりアニメが好き。）（2002年－2004年，文化放送）
- 潮風放送局～碼頭廣播電台 ～風間家族篇～（日语：潮風放送局〜みなとらじお!#潮風放送局〜みなとSTATIONらじお〜風間ファミリー編〜）（2010年－2012年，《妳是主人我是僕》官方網站）※
- Otaku-Verse Zero（2010年，K'z Station（日语：K'z Station）別時段）※

### 廣播CD
- 聲優志願的英雄志願（日语：英雄志願）（1997年）
- 聲優BEST對談精選 女性篇 角色動畫廣播電台精選（2002年）
- DJ+廣播劇CD 「隨時召喚！召喚夜響曲4」 Vol.1－2（日语：いつでも召喚!サモンナイト4）（2007年）
- 廣播劇CD「Fate/stay tune（日语：Fate/stay tune）」第2卷（2007年）
- 潮風放送局 ～MINATO RADIO！ CD #1（2007年11月30日）
- 一騎當千DDR ～Dragon Destiny Radio～（2008年，第20回嘉賓）
- 睡衣電台 PRISM之夜 DRY（2008年9月26日）
- 潮風放送局～碼頭廣播電台！ ～妳是主人我是僕篇～（日语：潮風放送局〜みなとらじお!#潮風放送局〜みなとSTATIONらじお! 〜君が主で執事が俺で編〜） CD #5（2009年8月28日）
- 潮風放送局～碼頭廣播電台 ～風間家族篇～（日语：潮風放送局〜みなとらじお!#潮風放送局〜みなとSTATIONらじお〜風間ファミリー編〜） CD #01－05（2010年－2012年）
- 廣播CD「廣播 11eyes」（2010年3月19日）
- 緒方惠美的食研亂呦!! 廣播CD第一彈！（日语：恋と選挙とチョコレートのディスコグラフィ#ラジオCD）（2012年8月24日）

### 影像商品
- LOVE LIVE HINA 日向莊少女在大阪（2000年11月22日）
- 活動DVD（2009年3月26日）
- 百歌SAY！RUN！2009

### 角子機、柏青哥
2006年
- 快盜天使雙胞胎（西條女史）

2008年
- 角子機一騎當千 Dragon Destiny（日语：パチスロ一騎当千 Dragon Destiny）（趙雲子龍）

2011年
- Angent Crisis（鮎川真紀）

2014年
- CR柏青哥Rio -Rainbow Road-（亞妮妲[115]）

2016年
- 柏青哥CR閃亂神樂（大道寺學姊）

2017年
- 角子機閃亂神樂（大道寺學姊）

### 其它活動
- 手機網站 混合吧★天然聲音（日语：まぜてよ★生ボイス）（時期不明，手機程式）－巡音流歌
- 衛星動畫劇場（日语：衛星アニメ劇場）（2008年－2009年，NHK第2衛星導航）
- 電腦音樂軟件 Virtual Singer「Vocaloid2 角色主唱系列03」（2009年）－巡音流歌
- 名偵探夢水清志郎事件簿 番外篇 『天象館之謎』（2013年，天象館）岩崎真衣
- Ever17 -the out of infinity-（2013年，平版手機遊戲）－小町鶇
- 終末的後宮（2017年，有聲劇場）－龍造寺朱音[116]

## 音樂作品

### 專輯
| 枚數 | 發行日期      | 專輯名稱 | 規格編號  | 最高排名 |
| ---- | ------------- | -------- | --------- | -------- |
| 1st  | 2002年9月26日 | gaze     | PICA-7046 | 圈外     |

### 企劃專輯
| 枚數 | 發行日期      | 專輯名稱            | 規格編號   | 最高排名 |
| ---- | ------------- | ------------------- | ---------- | -------- |
| 1st  | 2002年3月20日 | BirthdayDisc;PISCES | SCDC-00167 | 圈外     |

### 角色歌曲
| 發行日期 | 標題                                                                | 名義 | 曲名 | 備註                                         |
| 1998年   | 1998年                                                              | 1998年 | 1998年 | 1998年                                       |
| -------- | ------------------------------------------------------------------- | --- | --- | -------------------------------------------- |
| 1月21日  | 街 原聲音樂                                                         | 淺川悠 | 「」 | 廣播劇CD《》片尾主題曲                       |
| 7月1日   | 英雄志願 Original Soundtrack                                        | 淺川悠、前田近美                                                                                              | 「」 |                                              |
| 7月24日  | 秋葉原電腦組 Rebis-C.T.i.A／O.S.T                                   | 島涼香、吉住梢、淺川悠                                                                                        | 「BABY MAYBE LOVE」 |                                              |
| 9月4日   | 秋葉原電腦組 Rubification-C.T.i.A／C.I.S                            | 淺川悠 | 「UP TO DREAM」 |                                              |
| 10月23日 | 秋葉原電腦組 Original Soundtrack Azoth-C.T.i.A／O.S.T               | 淺川悠 | 「」 |                                              |
| 10月23日 | 秋葉原電腦組 Original Soundtrack Azoth-C.T.i.A／O.S.T               | 嘉數由美、淺川悠                                                                                              | 「」 |                                              |
| 11月18日 | 東京魔人學園奏樂抄                                                  | 堀江由衣、淺川悠、川鍋雅樹、石黑貴之、笹沼晃、加瀨康之、齊藤周、小上裕通、津村真琴、永迫舞                    | 「」 |                                              |
| 11月27日 | 秋葉原電腦組 FIRST ANNIVERSARY                                      | 島涼香、吉住梢、淺川悠                                                                                        | 「EVE-EVE MERRY CHRISTMAS」                                                                                            |                                              |
| 12月23日 |                                                                     | TOMO、淺川悠                                                                                                  | 「」 |                                              |
| 1999年   |                                                                     | | |                                              |
| 1月27日  | 聖路美娜女學院(3) 形象專輯 Girl's Talk                              | 凱瑟琳·德布克維爾（淺川悠）                                                                                   | 「Na Na Na」 | 電視動畫《聖路美娜女學院》相關歌曲           |
| 1月27日  | 聖路美娜女學院(3) 形象專輯 Girl's Talk                              | 路美娜 Girl's All-stars                                                                                       | 「To-bi-ra」 | 電視動畫《聖路美娜女學院》劇中插入歌         |
| 4月2日   | 秋葉原電腦組 Drama Teather Dennohgumi-2010夏                        | 島涼香、吉住梢、淺川悠                                                                                        | 「KEEP ON SMILING！」                                                                                                  |                                              |
| 6月4日   | 秋葉原電腦組 Drama Teather Dennohgumi-2010秋                        | 島涼香、吉住梢、淺川悠                                                                                        | 「」 |                                              |
| 7月23日  | 秋葉原電腦組 Drama Teather Dennohgumi-2011春                        | 島涼香、吉住梢、淺川悠                                                                                        | Distance」 「」 |                                              |
| 9月21日  | 海盜媽寶                                                            | 淺川悠、熊井統子、堀秀行、笠原留美                                                                            | 「」 | 電視動畫《海盜媽寶》相關歌曲                 |
| 9月22日  | 秋葉原電腦組 Birth-C.T.i.A／T.H.S                                   | 島涼香、吉住梢、淺川悠                                                                                        | 「BABY MAYBE LOVE〈NEW MIX〉」 「KEEP ON SMILING！」 「」 「」 「EVE-EVE MERRY CHRISTMAS」 「」 「Birth〈T.H.S MIX〉」 |                                              |
| 9月22日  | 秋葉原電腦組 Birth-C.T.i.A／T.H.S                                   | 淺川悠 | 「HOT SPICE〈TSUGUMI SPICY MIX〉」 「UP TO DREAM」                                                                     |                                              |
| 12月22日 | 東京魔人學園月紅傳詩篇 ～雪街                                       | 真神學園高校聖歌隊                                                                                            | 「We Wish You A Merry Christmas」                                                                                      |                                              |
| 2000年   |                                                                     | | |                                              |
| 1月28日  | 純情房東俏房客 漫畫形象專輯                                         | ？ | 「？」 | 電視動畫《純情房東俏房客》相關歌曲           |
| 2月16日  | 六翼天使之聲 片尾主題曲配對精選輯4 紅霞&彩乃                        | 紅霞（淺川悠）                                                                                                | 「Endless tomorrow」                                                                                                   | 電視動畫《六翼天使之聲》第9話片尾主題曲      |
| 2月25日  | 秋葉原電腦組 Vocal Album Monument-C.T.i.A／H&H                      | ？ | 「？」 |                                              |
| 11月29日 | WOWOW動畫《銀河冒險戰記》片頭主題歌 ～TRUST                         | 嘉數由美、淺川悠、折笠富美子、豐口惠                                                                          | 「」 | 電視動畫《銀河冒險戰記》劇中插入歌           |
| 2001年   |                                                                     | | |                                              |
| 9月5日   | 銀河冒險戰記 Vocal Collection Girl's Serenade                       | 裘拉·貝西爾·艾爾登（淺川悠）                                                                                  | 「Slow Down」 | 電視動畫《銀河冒險戰記》相關歌曲             |
| 10月26日 | JUSTICE                                                             | Mejale Pirates                                                                                                | 「SPACY SPICY LOVE」                                                                                                   | OVA《銀河冒險戰記 胎動篇》片頭主題曲         |
| 11月30日 | 銀河冒險戰記 the second stage Vocal&Original Soundtrack             | Mejale Pirates                                                                                                | 「SPACY SPICY LOVE（別Ver.？）」                                                                                       |                                              |
| 2002年   |                                                                     | | |                                              |
| 5月22日  | STARCHILD Girl's Character Song Best                                | 島涼香、吉住梢、淺川悠                                                                                        | 「」 「Birth〈T.H.S MIX〉」                                                                                            |                                              |
| 5月22日  | STARCHILD Girl's Character Song Best                                | 堀江由衣、倉田雅世、淺川悠、高木禮子、野田順子、雪乃五月、小林由美子                                          | 「Friendship」 | 電視動畫《純情房東俏房客》相關歌曲           |
| 5月22日  | 笑園漫畫大王 角色CD Vol.2                                           | （淺川悠） | 「」 | 電視動畫《笑園漫畫大王》第17、19話劇中插入歌 |
| 5月22日  | 笑園漫畫大王 角色CD Vol.2                                           | 榊（淺川悠）、美濱知世（金田朋子）                                                                              | 「」 | 電視動畫《笑園漫畫大王》相關歌曲             |
| 10月25日 | 銀河冒險戰記 激鬥篇 DVD初回製造特典 Vandread Vocal Collection Album | Mejale Pirates                                                                                                | 「PROOF」 | OVA《銀河冒險戰記 激鬥篇》片尾主題曲         |
| 12月25日 | 電視動畫「笑園漫畫大王」Vocal Collection 來唱歌吧                   | 榊（淺川悠）                                                                                                  | 「心少女」 | 電視動畫《笑園漫畫大王》相關歌曲             |
| 2003年   |                                                                     | | |                                              |
| 1月22日  | 青山素子迷你專輯 春夏秋冬戀繚亂                                     | 青山素子（淺川悠）                                                                                            | 「」 「」 「」 「」 「」 「」                                                                                          | 電視動畫《純情房東俏房客》相關歌曲           |
| 3月19日  | Ever17 單曲精選 Action.3                                            | 小町鶇（淺川悠）                                                                                              | 「squall rise above」                                                                                                  | 遊戲《Ever17》相關歌曲                       |
| 2004年   |                                                                     | | |                                              |
| 3月24日  | D→A:BLACK Dream Collection Vol.6                                    | 御堂愛（淺川悠）                                                                                              | 「」 | 遊戲《D→A:BLACK》相關歌曲                    |
| 12月30日 |                                                                     | 塞弗爾（淺川悠）、森村蘭（桑島法子）                                                                          | 「」 | 電視動畫《遙遠時空～八葉抄～》片尾主題曲     |
| 7月22日  | 幸福革命                                                            | 甜蜜偶像 | 「」 | 遊戲《甜蜜偶像 ～Lovely Idol～》片頭主題曲   |
| 7月22日  | 幸福革命                                                            | 甜蜜偶像 | 「」 | 遊戲《甜蜜偶像 ～Lovely Idol～》片尾主題曲   |
| 2005年   |                                                                     | | |                                              |
| 5月25日  | 『甜蜜偶像 ～Lovely Idol～』Vocal&Soundtrack 甜蜜偶像Show 第一幕    | 片桐沙有紀（淺川悠）                                                                                          | 「SONG」 | 遊戲《甜蜜偶像》相關歌曲                     |
| 5月25日  | 『甜蜜偶像 ～Lovely Idol～』Vocal&Soundtrack 甜蜜偶像Show 第一幕    | Innocent６Naughty Guardians                                                                                   | 「」 | 遊戲《甜蜜偶像》相關歌曲                     |
| 6月22日  |                                                                     | 井上喜久子、門脇舞、淺川悠                                                                                    | 「」 | OVA《圓盤皇女 星靈節的新娘》片尾主題曲       |
| 10月28日 | PRISM ARK 特殊音效包 YELLOW                                         | 地獄修女（淺川悠）                                                                                            | 「nomadic lady」 |                                              |
| 2007年   |                                                                     | | |                                              |
| 5月30日  | 「Fate/stay night」角色形象歌曲VI：Rider                            | Rider（淺川悠）                                                                                               | 「」 「」 | 電視動畫《Fate/stay night》相關歌曲          |
| 12月5日  | PRISM ARK PRIVATE SONG Vol.5 地獄修女                               | 地獄修女（淺川悠）                                                                                            | 「」 | 電視動畫《PRISM ARK》相關歌曲                |
| 2008年   |                                                                     | | |                                              |
| 6月25日  | 妳是主人我是僕 キ角色迷你專輯&Talk CD                               | 南斗星（淺川悠）                                                                                              | 「」 | 電視動畫《妳是主人我是僕》相關歌曲           |
| 2010年   |                                                                     | | |                                              |
| 2月19日  | 聖誕之吻 角色歌曲 Vol.8 塚原響「戀愛的偏差值」                      | 塚原響（淺川悠）                                                                                              | 「」 「」 | 遊戲《聖誕之吻》相關歌曲                     |
| 2011年   |                                                                     | | |                                              |
| 4月27日  |                                                                     | 川神百代（淺川悠）、川神一子（友永朱音）、椎名京（冰青）、克麗斯汀·弗里德里希（伊藤靜）、黛由紀江（後藤邑子） | 「」 「」 | 電視動畫《認真和我談戀愛！》相關歌曲         |
| 11月9日  |                                                                     | 川神百代（淺川悠）、川神一子（友永朱音）、椎名京（冰青）、克麗斯汀·弗里德里希（伊藤靜）、黛由紀江（後藤邑子） | 「」 | 電視動畫《認真和我談戀愛！》片尾主題曲       |
| 11月9日  | 川神百代（淺川悠）                                                  | 「」 | 電視動畫《認真和我談戀愛！》相關歌曲                                                                                   |                                              |
| 11月25日 | 川神百代（淺川悠）                                                  | 認真和我談戀愛！ 第1卷                                                                                        | 電視動畫《認真和我談戀愛！》相關歌曲                                                                                   | 「」                                         |
| 12月7日  | 川神百代（淺川悠）                                                  | MAJI-SONGS | 電視動畫《認真和我談戀愛！》相關歌曲                                                                                   | 「」                                         |
| 2012年   |                                                                     | | |                                              |
| 1月27日  | 穢翼的尤斯蒂婭 -Original CharacterSong Series- ERIS／FIONE          | 艾莉絲·弗羅拉莉（淺川悠）                                                                                     | 「」 | 遊戲《穢翼的尤斯蒂婭》相關歌曲               |
| 8月22日  | CHOCOLATE SELECTION                                                 | 東雲皐月（淺川悠）                                                                                            | 「Real Me」 | 電視動畫《戀愛與選舉與巧克力》相關歌曲       |
| 10月24日 | 戀愛與選舉與巧克力 二重奏歌曲CD 1 千里&皐月                         | 住吉千里（中村繪里子）、東雲皐月（淺川悠）                                                                    | 「Can't Stop Loving！」                                                                                                | 電視動畫《戀愛與選舉與巧克力》相關歌曲       |
| 2013年   |                                                                     | | |                                              |
| 3月20日  | K-ON！輕音部 MUSIC HISTORY'S BOX                                    | | 「」 |                                              |
| 2014年   |                                                                     | | |                                              |
| 2月19日  | 信長之槍 原聲音樂                                                   | 小椋汐（武藤志織）、牛頓（淺川悠）、伽利略（上菫）                                                            | 「」 | 電視動畫《信長之槍》片尾主題曲               |
| 4月4日   | 忍乳負重 閃亂神樂 全曲收錄大份量原聲帶                              | 大道寺（淺川悠）                                                                                              | 「羅刹修羅道」 | 遊戲《忍乳負重 閃亂神樂》相關歌曲            |
| 2017年   |                                                                     | | |                                              |
| 8月25日  |                                                                     | 帕特莉西亞·歐布·恩德（高森奈津美）、黑木未知（仙台惠理）、夕莉鯱（淺川悠）、明日原勇氣（種崎敦美）            | 「」 | 電視動畫《野良與皇女與流浪貓之心》主題歌曲   |

### 其它參加樂曲
| 發行日期 | 標題                               | 主唱   | 曲名         | 商業搭配 |
| 2006年   | 2006年                             | 2006年 | 2006年       | 2006年   |
| -------- | ---------------------------------- | ------ | ------------ | -------- |
| 2月22日  | 非公認！聖飢魔II翻唱專輯 『VOICE』 | 淺川悠 | 「WINNER！」 |          |
| 2009年   |                                    |        |              |          |
| 3月18日  | 百歌聲爛 女性聲優篇III             | 淺川悠 | 「」         |          |

## 其它

### 作詞
2002年
- lilith
- Can’t stand
- rest
- Second wind

## 腳註

## 外部連結
- … tacit consent … （页面存档备份，存于） （日語）－淺川悠的官方個人部落格。
- 淺川悠的X（前Twitter） （日語）
- 淺川悠的Instagram帳戶 （日語）
- 淺川悠的Facebook專頁 （日語）
- yuu_twitch的Twitch频道 （日語）
- YouTube上的Yuu Asakawa頻道 （日語）
- Otaku-Verse Zero （页面存档备份，存于） （英文）
- （日語）－WEB THE TELEVISION（日语：ザテレビジョン）
- 淺川悠 （页面存档备份，存于） （日語）－SEIGURA web
- （日語）－goo人名事典
- 淺川悠 （页面存档备份，存于） （日語）－KINENOTE
- 淺川悠 （页面存档备份，存于） （日語）－oricon
- 淺川悠 （页面存档备份，存于） （日語）－Movie Walker（日语：Movie Walker）
- 淺川悠 （页面存档备份，存于） （日語）－電影.com（日语：映画.com）
- 淺川悠 （页面存档备份，存于） （日語）－allcinema（日语：allcinema）
- 淺川悠 （页面存档备份，存于） （日語）－日本電影資料庫